# Gabriela Vergara
Gabriela Vergara Aranguren (Caracas, Venezuela, 29 de maio de 1974) é uma atriz e modelo venezuelana. Ela é mais conhecida como a 4.ª colocada na Miss Venezuela 1996.

## Biografia
Nascida em Caracas, Venezuela, Gabriela Vergara começou sua carreira como modelo. Sua primeira atuação nas novelas ocorrera em 1997 atuando na telenovela Destino de mujer. Em seguida protagonizou as novelas Toda mujer e Felina. Mas foi com as personagens antagônicas que a atriz se tornou tão bem conhecida pelo público. Em 2010 protagonizou a telenovela Prófugas del destino. Já em 2011 é uma das vilãs da telenovela Cielo rojo. Em 2016 entrou no elenco de casting da Televisa onde interpretou a principal antagonista da telenovela Las Amazonas. Após o término da telenovela foi escalada para estrelar a série El comandante, como a esposa do ex presidente venezuelano Hugo Chavez.
Ela deu à luz duas meninas gêmeas em abril de 2009. Seus nomes são Alessandra e Emiliana.
Em 2018, interpretou a antagonista principal de Al otro lado del muro.

## Filmografia

### Televisão
- Al otro lado del muro (2018) - Paula Duarte
- El comandante (2017) - Marisabel Rodríguez
- Las amazonas (2016) - Déborah Piñeiro de Santos / Eugenia Villarroel
- Quererte así (2012) - Marisela Santos / Isadora Morales
- Cielo rojo (2011-2012) - Aleida Ramos
- Prófugas del destino (2010-2011) - Dolores "Lola" Rodríguez / Sor Juana
- Mujer comprada (2009-2010) - Laura Herrera
- Secretos del alma (2008-2009) - Denisse Junot
- Amas de casa desesperadas (2008) - Roxana Guzmán
- Seguro y Urgente (2006–2007) - Usmail Irureta
- Decisiones (2006–2007) - Erika Pardo / Vivian / Estefanía
- La tormenta (2005-2006) - Ariana Santino
- El amor no tiene precio (2005) - Ivanna Santa Lucía / Alma Santa Lucía Almonte
- La mujer en el espejo (2004-2005) - Bárbara Montesinos de Mutti
- Belinda (2004) - Cristina González del Real
- La hija del jardinero (2003-2004) - Jennifer de la Vega
- Trapos íntimos (2002) - Lucía Lobo Santacruz
- Mambo y canela (2002) - Gaby
- Felina (2001) - Daniela
- Lejana como el viento (2000) - Eugenia Rangel
- Toda mujer (1999) - Manuela Mendoza Castillo
- El país de las mujeres (1998) - Almendra Sanchez
- Destino de mujer (1997) - Vanessa Medina

### Filme
- Recién cazado (2009) - Alexa
- Puras Joyitas (2007) - "La Chica"
- 13 Segundos (2007) - Claudia